# 이치노키도촌
이치노키도촌(一ノ木戸村)은 니가타현 미나미칸바라군에 설치되었던 촌이다.